# 敦化史蒂芬路

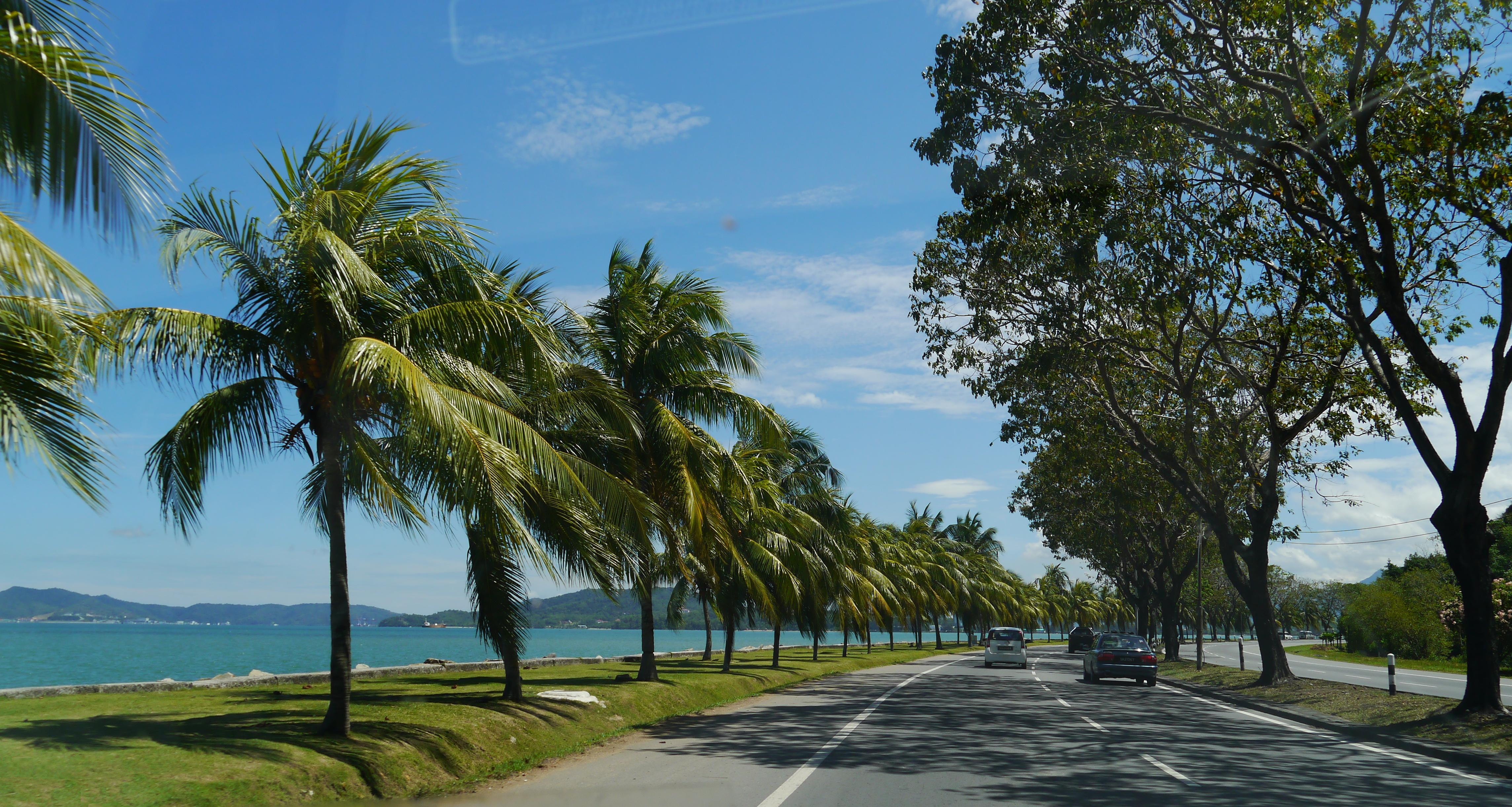
敦化史蒂芬路

敦化史蒂芬路（Tun Fuad Stephen Road/Jalan Tun Fuad Stephen）是马来西亚亚庇市的一条道路，是亚庇最主要的商业和娱乐场所集中地。敦化史蒂芬路內集合了多家大型购物中心和国际酒店，包括华丽山广场、太平洋广场、亚庇城、亚庇海旁广场（2011年完成）、汪汪山广场、亚庇时代广场、苏利亚沙巴、默迪卡等，以及数百间大大小小的店供游览。在敦化史蒂芬路也是大型美食街，沙巴海鲜如不夜天和海王城是最多游客光临的海鲜菜馆。在华丽山广场里面能找到中国菜、韩国菜、马来菜、印度菜等。